# Atlas V
Atlas V – rakieta nośna z rodziny Atlas. Konstrukcyjnie zbliżona do rakiet Titan, wykorzystuje jednak technologie zapożyczone z rakiet Atlas II i Atlas III. Dawniej obsługiwana przez firmę International Launch Services, obecnie jest eksploatowana przez United Launch Alliance (ULA) – przedsiębiorstwo joint venture firm Lockheed Martin i Boeing.
Rakiety typu Atlas III i Atlas V w członie napędowym pierwszego stopnia wykorzystują skonstruowany przez NPO Energomasz silnik rakietowy RD-180. Silniki są sprowadzane do USA przez spółkę joint venture ich producenta oraz amerykańskiego przedsiębiorstwa Pratt & Whitney Rocketdyne. Wraz z pogorszeniem wzajemnych stosunków, spowodowanym rozwojem sytuacji na Ukrainie, wprowadzaniem przez USA i kraje UE sankcji przeciw Rosji i groźbą wprowadzenia przez Rosję sankcji odwetowych, zapisano w budżecie USA środki na prace projektowe nad amerykańskimi zespołami napędowymi do rakiet Atlas V. Przedsiębiorstwo Aerojet Rocketdyne zapowiedziało, że gotowy silnik planują wprowadzić na rynek w 2019 roku.

## Lista wersji
| Wariant      | Rakiety dodatkowe | Rodzaj górnego stopnia | Średnica owiewki | Ładunek na LEO      | Ładunek na GEO | Liczba startów |
| ------------ | ----------------- | ---------------------- | ---------------- | ------------------- | -------------- | -------------- |
| Atlas V(401) | -                 | SEC                    | 4 m              | -                   | 4951 kg        | 38             |
| Atlas V(402) | -                 | DEC                    | 4 m              | 12 500 kg           | -              | 0              |
| Atlas V(411) | 1                 | SEC                    | 4 m              | -                   | 5951 kg        | 6              |
| Atlas V(421) | 2                 | SEC                    | 4 m              | -                   | 6832 kg        | 7              |
| Atlas V(431) | 3                 | SEC                    | 4 m              | -                   | 7642 kg        | 3              |
| Atlas V(501) | -                 | SEC                    | 5,4 m            | -                   | 3971 kg        | 7              |
| Atlas V(502) | -                 | DEC                    | 5,4 m            | 10 300 kg           | -              | 0              |
| Atlas V(511) | 1                 | SEC                    | 5,4 m            | -                   | 5271 kg        | 0              |
| Atlas V(512) | 1                 | DEC                    | 5,4 m            | 12 050 kg           | -              | 0              |
| Atlas V(521) | 2                 | SEC                    | 5,4 m            | -                   | 6287 kg        | 2              |
| Atlas V(522) | 2                 | DEC                    | 5,4 m            | 13 950 kg           | -              | 0              |
| Atlas V(531) | 3                 | SEC                    | 5,4 m            | -                   | 7202 kg        | 4              |
| Atlas V(532) | 3                 | DEC                    | 5,4 m            | 17 250 kg           | -              | 0              |
| Atlas V(541) | 4                 | SEC                    | 5,4 m            | -                   | 7982 kg        | 7              |
| Atlas V(542) | 4                 | DEC                    | 5,4 m            | 18 750 kg           | -              | 0              |
| Atlas V(551) | 5                 | SEC                    | 5,4 m            | 18 800 kg           | 8900 kg        | 11             |
| Atlas V(552) | 5                 | DEC                    | 5,4 m            | 20 050 kg           | -              | 0              |
| Atlas V(N22) | 2                 | DEC                    | - (dla CST-100)  | ~13 000 kg (do ISS) | -              | 1              |

## Chronologia startów i planowane loty
| Nr  | Data/Czas (UTC)              | Wariant | Numer rakiety s/n | Miejsce startu                                 | Ładunek | Rezultat              | Uwagi |
| --- | ---------------------------- | ------- | ----------------- | ---------------------------------------------- | --- | --------------------- | --- |
| 1   | 21 sierpnia 2002 22:05:00    | 401     | AV-001            | Stacja Sił Powietrznych Cape Canaveral (LC41)  | Hot Bird 6 | start udany           | |
| 2   | 13 maja 2003 22:10           | 401     | AV-002            | Stacja Sił Powietrznych Cape Canaveral (LC41)  | Hellas Sat 2 | start udany           | |
| 3   | 17 lipca 2003 23:45          | 521     | AV-003            | Stacja Sił Powietrznych Cape Canaveral (LC41)  | Rainbow 1 | start udany           | |
| 4   | 17 grudnia 2004 12:07:00     | 521     | AV-005            | Stacja Sił Powietrznych Cape Canaveral (LC41)  | AMC-16 | start udany           | |
| 5   | 11 marca 2005 21:42          | 431     | AV-004            | Stacja Sił Powietrznych Cape Canaveral (LC41)  | Inmarsat 4-F1 | start udany           | |
| 6   | 12 sierpnia 2005 11:43:00    | 401     | AV-007            | Stacja Sił Powietrznych Cape Canaveral (LC41)  | Mars Reconnaissance Orbiter | start udany           | |
| 7   | 19 stycznia 2006 19:00:00    | 551     | AV-010            | Stacja Sił Powietrznych Cape Canaveral (LC41)  | New Horizons | start udany           | |
| 8   | 20 kwietnia 2006 20:27:00    | 411     | AV-008            | Stacja Sił Powietrznych Cape Canaveral (LC41)  | Astra 1KR | start udany           | |
| 9   | 8 marca 2007 03:10           | 401     | AV-013            | Stacja Sił Powietrznych Cape Canaveral (LC41)  | ASTRO, MIDStar-1, NextSat/CSC, STPSat-1, CFESat, FalconSAT-3, MEPSI-4A. MEPSI-4B | start udany           | |
| 10  | 15 czerwca 2007 15:12        | 401     | AV-009            | Stacja Sił Powietrznych Cape Canaveral (LC41)  | NROL-30 (dwa satelity) | start częściowo udany | Z powodu zbyt krótkiego działania członu Centaur, satelity weszły na orbitę niższą od docelowej. Orbitę docelową osiągnęły za pomocą własnych silników. |
| 11  | 11 października 2007 00:22   | 421     | AV-011            | Stacja Sił Powietrznych Cape Canaveral (LC41)  | WGS F1 | start udany           | |
| 12  | 10 grudnia 2007 22:05        | 401     | AV-015            | Stacja Sił Powietrznych Cape Canaveral (SLC41) | NROL-24 | start udany           | |
| 13  | 13 marca 2008 10:02          | 411     | AV-006            | Vandenberg AFB                                 | NROL-28, TWINS-B | start udany           | |
| 14  | 14 kwietnia 2008 20:12       | 421     | AV-014            | Stacja Sił Powietrznych Cape Canaveral         | ICO-G1 | start udany           | |
| 15  | 4 kwietnia 2009, 00:31       | 421     | AV-016            | Stacja Sił Powietrznych Cape Canaveral (LC41)  | WGS SV2 | start udany           | |
| 16  | 18 czerwca 2009 21:32        | 401     | AV-020            | Stacja Sił Powietrznych Cape Canaveral (SLC41) | LRO/LCROSS | start udany           | |
| 17  | 8 września 2009 21:35        | 401     | AV-018            | Stacja Sił Powietrznych Cape Canaveral (SLC41) | PAN | start udany           | |
| 18  | 18 października 2009 16:12   | 401     | AV-017            | Vandenberg AFB (SLC-3E)                        | DMSP 5D3-F18 | start udany           | |
| 19  | 23 listopada 2009 06:55      | 431     | AV-024            | Stacja Sił Powietrznych Cape Canaveral (SLC41) | Intelsat 14 | start udany           | |
| 20  | 11 lutego 2010 15:23         | 401     | AV-021            | Stacja Sił Powietrznych Cape Canaveral (SLC41) | SDO | start udany           | |
| 21  | 22 kwietnia 2010 23:52       | 501     | AV-012            | Stacja Sił Powietrznych Cape Canaveral (SLC41) | X-37B OTV-1 | start udany           | |
| 22  | 14 sierpnia 2010 11:07       | 531     | AV-019            | Stacja Sił Powietrznych Cape Canaveral (SLC41) | AEHF-1 | start udany           | |
| 23  | 11 września 2010 04:03       | 501     | AV-025            | Vandenberg AFB (SLC-3E)                        | NROL-41 | start udany           | |
| 24  | 5 marca 2011 22:46           | 501     | AV-026            | Stacja Sił Powietrznych Cape Canaveral (SLC41) | X-37B OTV-2 | start udany           | |
| 25  | 15 kwietnia 2011 04:24       | 411     | AV-027            | Vandenberg AFB (SLC-3E)                        | NROL-34 | start udany           | |
| 26  | 7 maja 2011 18:10            | 401     | AV-022            | Stacja Sił Powietrznych Cape Canaveral (SLC41) | SBIRS-GEO 1 | start udany           | |
| 27  | 5 sierpnia 2011 16:25        | 551     | AV-029            | Stacja Sił Powietrznych Cape Canaveral (SLC41) | Juno | start udany           | |
| 28  | 26 listopada 2011 15:02      | 541     | AV-028            | Stacja Sił Powietrznych Cape Canaveral (SLC41) | MSL | start udany           | |
| 29  | 24 lutego 2012 15:02         | 551     | AV-030            | Stacja Sił Powietrznych Cape Canaveral (SLC41) | USA-234 (MUOS-1) | start udany           | 200. start stopnia Centaur, najcięższy ładunek wyniesiony przez rakietę serii Atlas na świecie.                                                         |
| 30  | 4 maja 2012 15:02            | 531     | AV-031            | Stacja Sił Powietrznych Cape Canaveral (SLC41) | AEHF-2 (USA-235) | start udany           | |
| 31  | 20 czerwca 2012 12:28        | 401     | AV-023            | Stacja Sił Powietrznych Cape Canaveral (SLC41) | NROL-38 | start udany           | 50. start w ramach programu EELV. |
| 32  | 30 sierpnia 2012 08:05       | 401     | AV-032            | Stacja Sił Powietrznych Cape Canaveral (SLC41) | RBSP | start udany           | |
| 33  | 13 września 2012 21:39       | 401     | AV-033            | Vandenberg AFB (SLC-3E)                        | NROL-36 | start udany           | |
| 34  | 11 grudnia 2012 18:03        | 501     | AV-034            | Stacja Sił Powietrznych Cape Canaveral (SLC41) | X-37B OTV-1 | start udany           | |
| 35  | 31 stycznia 2013 01:48       | 401     | AV-036            | Stacja Sił Powietrznych Cape Canaveral (SLC41) | TDRS-11 | start udany           | |
| 36  | 11 lutego 2013 18:02         | 401     | AV-035            | Vandenberg AFB (SLC-3E)                        | Landsat DCM | start udany           | |
| 37  | 19 marca 2013 21:21          | 401     | AV-037            | Stacja Sił Powietrznych Cape Canaveral (SLC41) | SBIRS-GEO 2 | start udany           | |
| 38  | 15 maja 2013 21:38           | 401     | AV-039            | Stacja Sił Powietrznych Cape Canaveral (SLC41) | GPS IIF-4 | start udany           | |
| 39  | 19 lipca 2013 13:00          | 551     | AV-040            | Stacja Sił Powietrznych Cape Canaveral (SLC41) | MUOS-2 | start udany           | |
| 40  | 18 września 2013 08:10       | 531     | AV-041            | Stacja Sił Powietrznych Cape Canaveral (SLC41) | AEHF-3 | start udany           | |
| 41  | 18 listopada 2013 18:28      | 401     | AV-038            | Stacja Sił Powietrznych Cape Canaveral (SLC41) | MAVEN | start udany           | |
| 42  | 6 grudnia 2013 07:14:30      | 501     | AV-042            | Vandenberg Air Force Base (SLC-3E)             | NROL-39 oraz 12 satelitów typu CubeSat: AeroCube 5A i 5B, ALICE, SNaP-1, TacSat-6, SMDC-ONE 2.3 i 2.4, CUNYSAT-1, IPEX, MCubed 2, FIREBIRD 1A i 1B                                                                    | start udany           | |
| 43  | 24 stycznia 2014 02:33       | 401     | AV-043            | Stacja Sił Powietrznych Cape Canaveral (SLC41) | TDRS-L | start udany           | |
| 44  | 3 kwietnia 2014 14:46        | 401     | AV-044            | Vandenberg Air Force Base (SLC-3E)             | DMSP-5D3 F-19 | start udany           | |
| 45  | 10 kwietnia 2014 17:45       | 541     | AV-045            | Stacja Sił Powietrznych Cape Canaveral (SLC41) | NROL-67 | start udany           | |
| 46  | 22 maja 2014 13:09           | 401     | AV-046            | Stacja Sił Powietrznych Cape Canaveral (SLC41) | NROL-33 | start udany           | |
| 47  | 2 sierpnia 2014 03:23        | 401     | AV-048            | Stacja Sił Powietrznych Cape Canaveral (SLC41) | GPS IIF-7 | start udany           | |
| 48  | 13 sierpnia 2014 18:30       | 401     | AV-047            | Vandenberg Air Force Base (SLC-3E)             | WorldView-3 | start udany           | |
| 49  | 17 września 2014 00:10       | 401     | AV-049            | Stacja Sił Powietrznych Cape Canaveral (SLC41) | CLIO | start udany           | |
| 50  | 29 października 2014 17:21   | 401     | AV-050            | Stacja Sił Powietrznych Cape Canaveral (SLC41) | GPS IIF-8 | start udany           | |
| 51  | 13 grudnia 2014 03:19        | 541     | AV-051            | Vandenberg Air Force Base (SLC-3E)             | USA-259 | start udany           | |
| 52  | 21 stycznia 2015 01:04       | 551     | AV-052            | Stacja Sił Powietrznych Cape Canaveral (SLC41) | MUOS 3 | start udany           | |
| 53  | 13 marca 2015 02:44          | 421     | AV-053            | Stacja Sił Powietrznych Cape Canaveral (SLC41) | MMS 1, MMS 2, MMS 3, MMS 4 | start udany           | |
| 54  | 20 maja 2015 15:05           | 501     | AV-054            | Stacja Sił Powietrznych Cape Canaveral (SLC41) | X-37B OTV-4, 10 satelitów typu CubeSat: USS Langley, Opticube 01, ParkinsonSat, BRICSat-P, Opticube 02, GEARRS-2, Opticube 03, Aerocube 8A, Aerocube 8B, LightSail-A                                                  | start udany           | |
| 55  | 15 lipca 2015 15:36          | 401     | AV-055            | Stacja Sił Powietrznych Cape Canaveral (SLC41) | GPS IIF-10 | start udany           | |
| 56  | 2 września 2015 10:18        | 551     | AV-056            | Stacja Sił Powietrznych Cape Canaveral (SLC41) | MUOS 4 | start udany           | |
| 57  | 2 października 2015 10:28:30 | 421     | AV-059            | Stacja Sił Powietrznych Cape Canaveral (SLC41) | Morelos 3 | start udany           | |
| 58  | 8 października 2015 12:49    | 401     | AV-058            | Vandenberg Air Force Base (SLC-3E)             | USA-264, USA 264 P/L 2, 13 satelitów typu CubeSat: Aerocube 5c, Aerocube 7, AMSAT AO-85, BisonSat, ARC-1, SNAP-3 ALICE, LMRST, SNAP-3 EDDIE, PropCube Merryweather, SINOD-D-1, SNAP-3 JIMI, PropCube Flora, SINOD-D-3 | start udany           | |
| 59  | 30 października 2015 16:13   | 401     | AV-060            | Stacja Sił Powietrznych Cape Canaveral (SLC41) | GPS IIF-11 | start udany           | |
| 60  | 6 grudnia 2015 21:44:57      | 401     | AV-061            | Stacja Sił Powietrznych Cape Canaveral (SLC41) | SS Deke Slayton II | start udany           | |
| 61  | 5 lutego 2016 13:38          | 401     | AV-057            | Stacja Sił Powietrznych Cape Canaveral (SLC41) | GPS IIF-12 | start udany           | |
| 62  | 23 marca 2016 03:05:52       | 401     | AV-064            | Stacja Sił Powietrznych Cape Canaveral (SLC41) | SS Rick Husband | start udany           | |
| 63  | 24 czerwca 2016 14:30        | 551     | AV-063            | Stacja Sił Powietrznych Cape Canaveral (SLC41) | MUOS-5 | start udany           | |
| 64  | 28 lipca 2016 12:37          | 421     | AV-065            | Stacja Sił Powietrznych Cape Canaveral (SLC41) | NROL-61 | start udany           | |
| 65  | 8 września 2016 23:05        | 411     | AV-067            | Stacja Sił Powietrznych Cape Canaveral (SLC41) | OSIRIS-REx | start udany           | |
| 66  | 11 listopada 2016 18:30      | 401     | AV-062            | Vandenberg Air Force Base (SLC-3E)             | WorldView-4, 7 satelitów typu CubeSat należących do NRO | start udany           | |
| 67  | 19 listopada 2016 23:42      | 541     | AV-069            | Stacja Sił Powietrznych Cape Canaveral (SLC41) | GOES 16 | start udany           | |
| 68  | 18 grudnia 2016 19:13        | 531     | AV-071            | Stacja Sił Powietrznych Cape Canaveral (SLC41) | Echostar 19 | start udany           | |
| 69  | 21 stycznia 2017 00:42       | 401     | AV-066            | Stacja Sił Powietrznych Cape Canaveral (SLC41) | SBIRS-GEO 3 | start udany           | |
| 70  | 1 marca 2017 17:49           | 401     | AV-068            | Vandenberg Air Force Base (SLC-3E)             | NROL-79 | start udany           | |
| 71  | 18 kwietnia 2017 15:11       | 401     | AV-070            | Stacja Sił Powietrznych Cape Canaveral (SLC41) | SS John Glenn | start udany           | |
| 72  | 18 sierpnia 2017 12:29       | 401     | AV-074            | Stacja Sił Powietrznych Cape Canaveral (SLC41) | TDRS-M | start udany           | |
| 73  | 24 września 2017 05:49       | 541     | AV-072            | Vandenberg Air Force Base (SLC-3E)             | NROL-42 | start udany           | |
| 74  | 15 października 2017 07:28   | 421     | AV-075            | Stacja Sił Powietrznych Cape Canaveral (SLC41) | NROL-52 | start udany           | |
| 75  | 20 stycznia 2018 00:48       | 411     | AV-076            | Stacja Sił Powietrznych Cape Canaveral (SLC41) | SBIRS GEO F4 | start udany           | |
| 76  | 1 marca 2018 22:02           | 541     | AV-077            | Stacja Sił Powietrznych Cape Canaveral (SLC41) | GOES-S | start udany           | |
| 77  | 14 kwietnia 2018 23:13       | 551     | AV-081            | Stacja Sił Powietrznych Cape Canaveral (SLC41) | AFSPC 11 | start udany           | |
| 78  | 5 maja 2018 11:05            | 401     | AV-078            | Vandenberg Air Force Base (SLC-3E)             | InSight | start udany           | |
| 79  | 17 października 2018 04:15   | 551     | AV-073            | Stacja Sił Powietrznych Cape Canaveral (SLC41) | AEHF-4 | start udany           | |
| 80  | 8 sierpnia 2019 10:13        | 551     | AV-083            | Stacja Sił Powietrznych Cape Canaveral (SLC41) | AEHF-5 | start udany           | |
| 81  | 20 grudnia 2019 11:36:43     | N22     | AV-080            | Stacja Sił Powietrznych Cape Canaveral (SLC41) | CST-100 Starliner (Orbital Flight Test) | start udany           | Pierwszy start kapsuły CST-100 Starliner, która w wyniku błędu w oprogramowaniu nie osiągnęła ISS                                                       |
| 82  | 10 lutego 2020 04:03         | 411     | AV-087            | Stacja Sił Powietrznych Cape Canaveral (SLC41) | Solar Orbiter | start udany           | |
| 83  | 26 marca 2020 20:18          | 551     | AV-086            | Stacja Sił Powietrznych Cape Canaveral (SLC41) | AEHF-6 | start udany           | |
| 84  | 17 maja 2020 13:14           | 501     | AV-081            | Stacja Sił Powietrznych Cape Canaveral (SLC41) | Boeing X-37 OTV-6 | start udany           | |
| 85  | 30 lipca 2020 11:50          | 541     | AV-088            | Stacja Sił Powietrznych Cape Canaveral (SLC41) | Mars 2020 | start udany           | |
| 86  | 13 listopada 2020 22:32      | 531     | AV-090            | Stacja Sił Powietrznych Cape Canaveral (SLC41) | NROL-101 | start udany           | Pierwszy start z nowymi rakietami wspomagającymi GEM 63.                                                                                                |
| 87  | 18 maja 2021 17:37           | 421     | AV-091            | Stacja Sił Powietrznych Cape Canaveral (SLC41) | USA 315 (SBIRS-GEO 5) | start udany           | |
| 88  | 27 września 2021 18:12       | 401     | AV-092            | Vandenberg Air Force Base (SLC-3E)             | Landsat 9 | start udany           | |
| 89  | 16 października 2021 09:34   | 401     | AV-096            | Stacja Sił Powietrznych Cape Canaveral (SLC41) | Lucy | start udany           | |
| 90  | 7 grudnia 2021 10:19         | 551     | AV-093            | Stacja Sił Powietrznych Cape Canaveral (SLC41) | STPSat 3 | start udany           | |
| 91  | 21 stycznia 2022 19:00       | 511     | AV-084            | Stacja Sił Powietrznych Cape Canaveral (SLC41) | GSSAP 5&6 | start udany           | |
| 92  | 1 marca 2022 21:38           | 541     | AV-095            | Stacja Sił Powietrznych Cape Canaveral (SLC41) | GOES-T | start udany           | |
| 93  | 19 maja 2022 22:54           | N22     | AV-082            | Stacja Sił Powietrznych Cape Canaveral (SLC41) | CST-100 Starliner (Orbital Flight Test 2) | start udany           | |
| 94  | 1 lipca 2022 23:15           | 541     | AV-094            | Stacja Sił Powietrznych Cape Canaveral (SLC41) | USSF-12 (WFOV) | start udany           | |
| 95  | 4 sierpnia 2022 10:29        | 421     | AV-097            | Stacja Sił Powietrznych Cape Canaveral (SLC41) | USA-336 (SBIRS GEO-6) | start udany           | |
| 96  | październik 2022             | 531     |                   | Stacja Sił Powietrznych Cape Canaveral (SLC41) | SES-20 / SES-21 | start planowany       | |
| 97  | listopad 2022                | 401     |                   | Vandenberg Air Force Base (SLC-3E)             | JPSS-2 | start planowany       | |
| 98  | grudzień 2022                |         |                   | Stacja Sił Powietrznych Cape Canaveral (SLC41) | USSF-21 | start planowany       | |
| 99  | 2022                         | 551     |                   | Stacja Sił Powietrznych Cape Canaveral (SLC41) | SILENTBARKER / NROL-107 | start planowany       | |
| 100 | styczeń 2022                 | N22     |                   | Stacja Sił Powietrznych Cape Canaveral (SLC41) | BOEING Crewed Flight Test | start planowany       | |

## Galeria

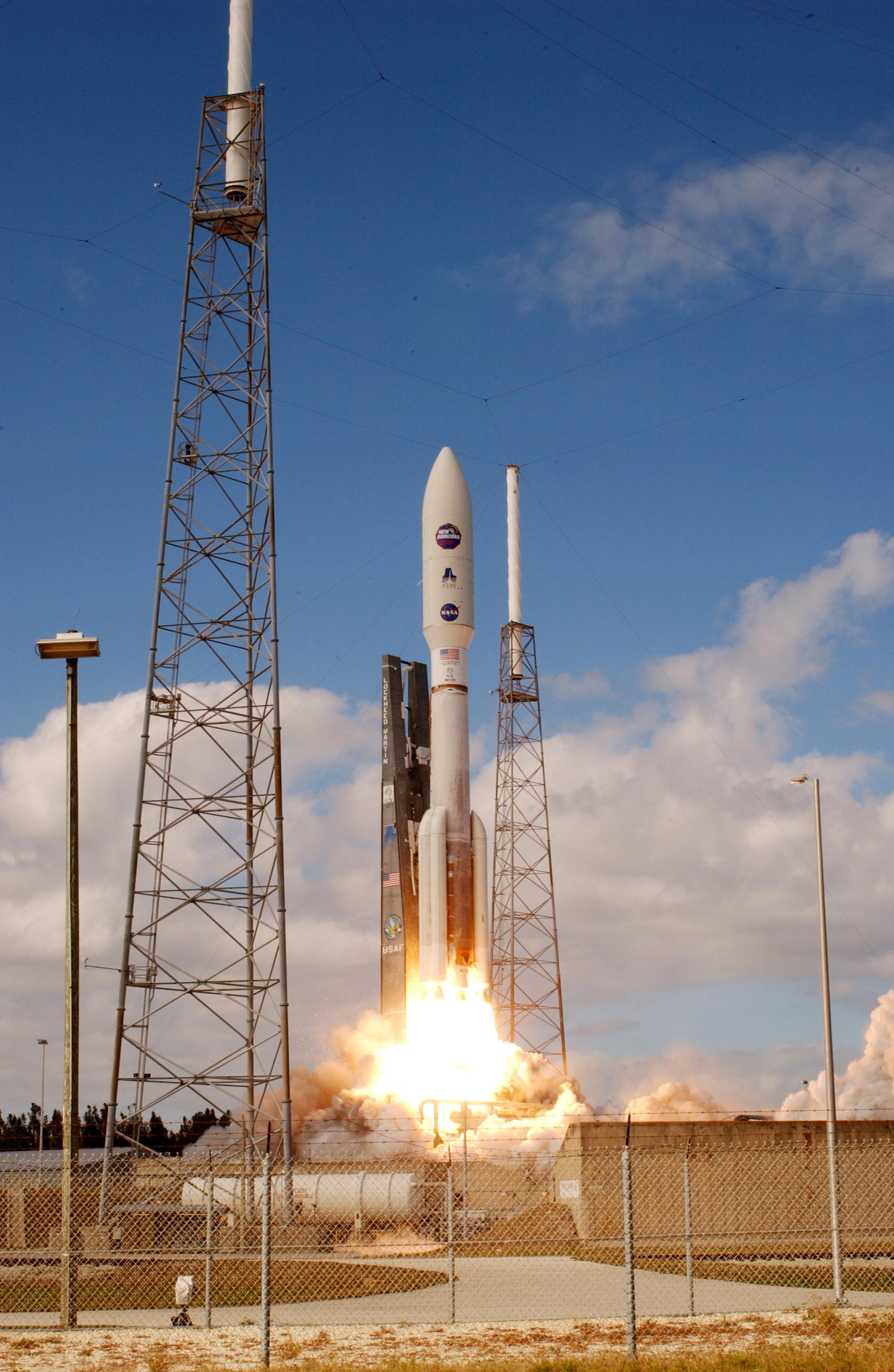
Rakieta Atlas V 551 z sondą New Horizons na pokładzie startuje z Przylądka Canaveral
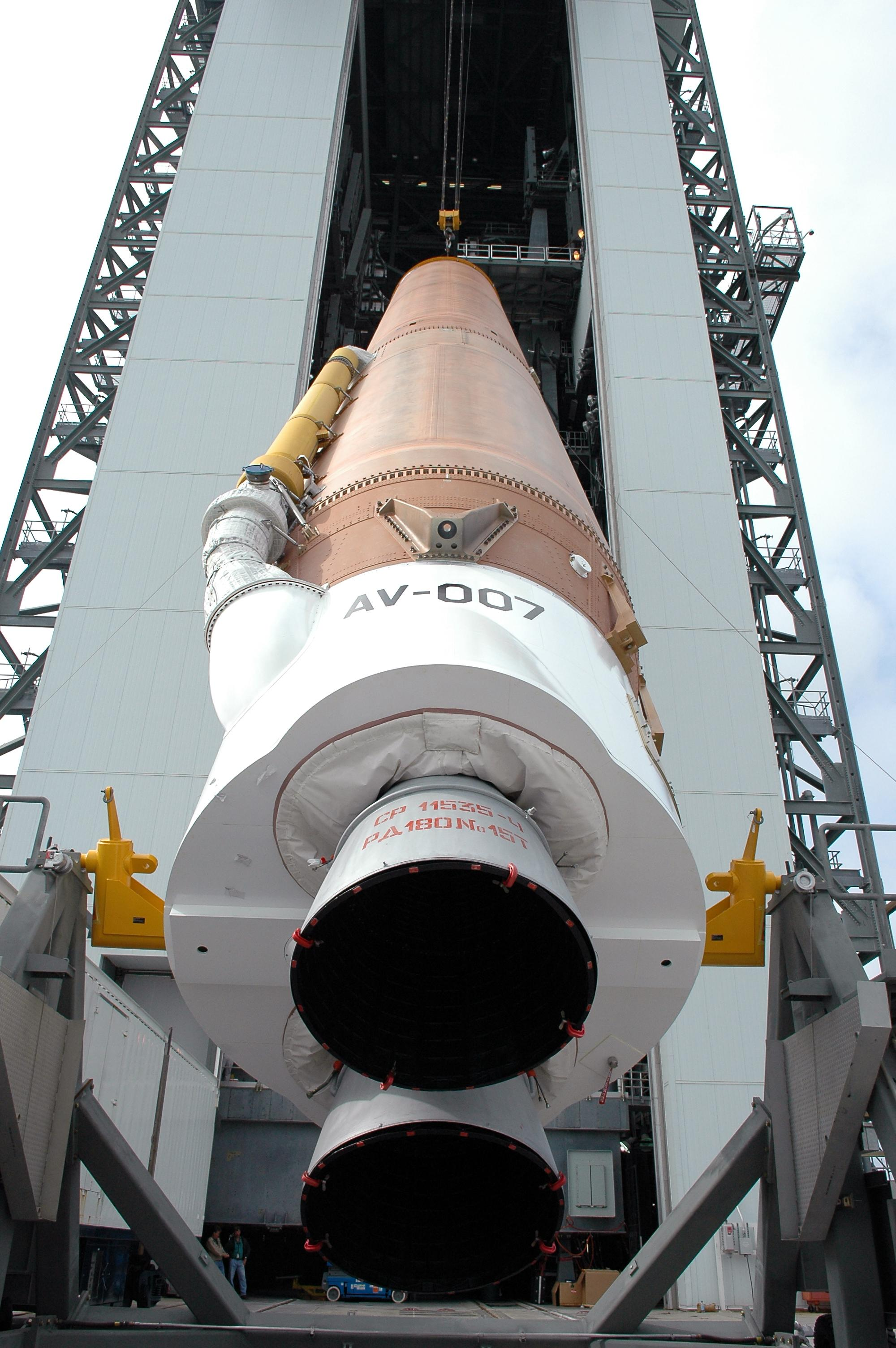
Pierwszy człon rakiety Atlas V podczas podnoszenia do pozycji pionowej
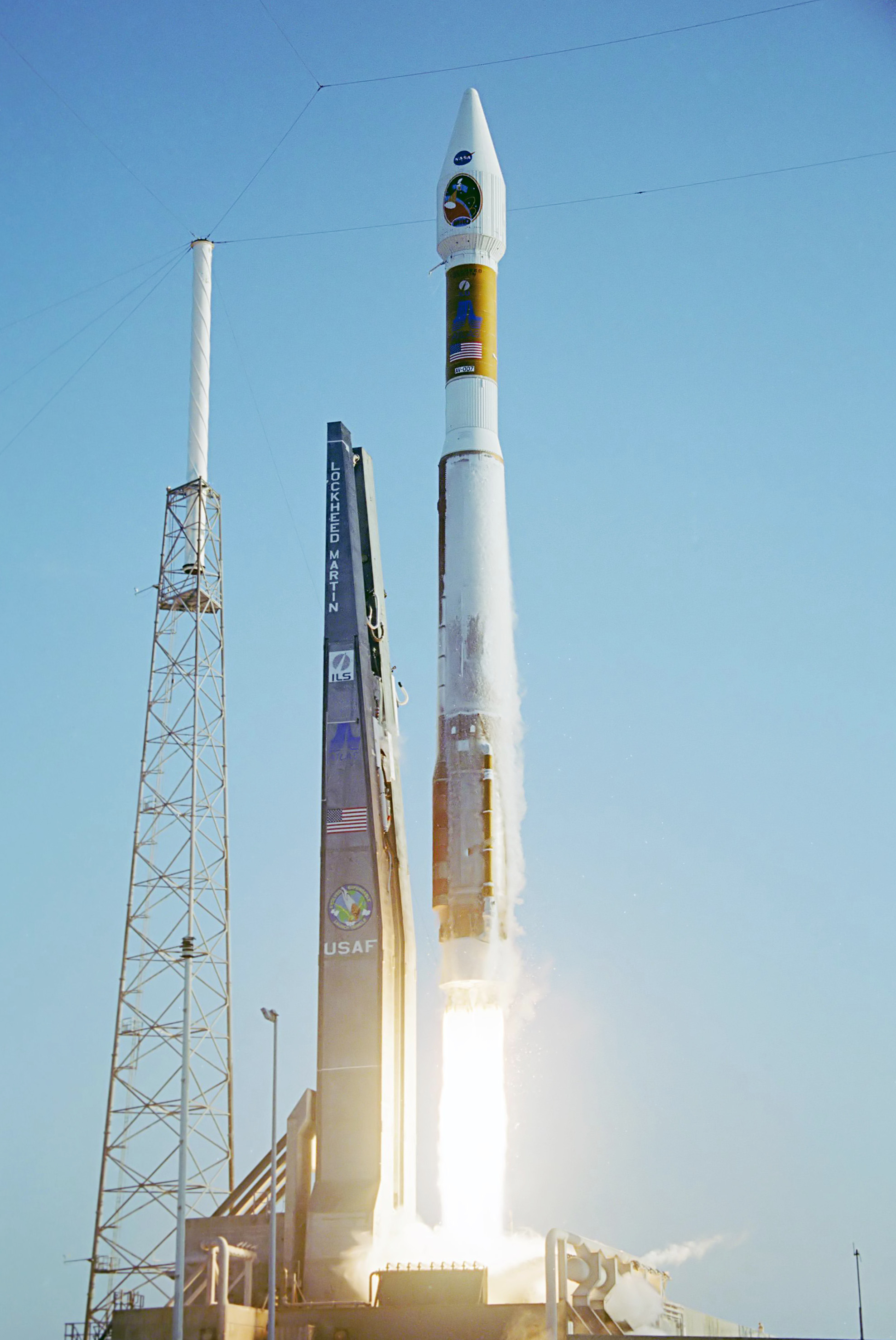
Start sondy MRO w kierunku planety Mars na pokładzie rakiety nośnej Atlas V 401, 12 sierpnia 2005 r.
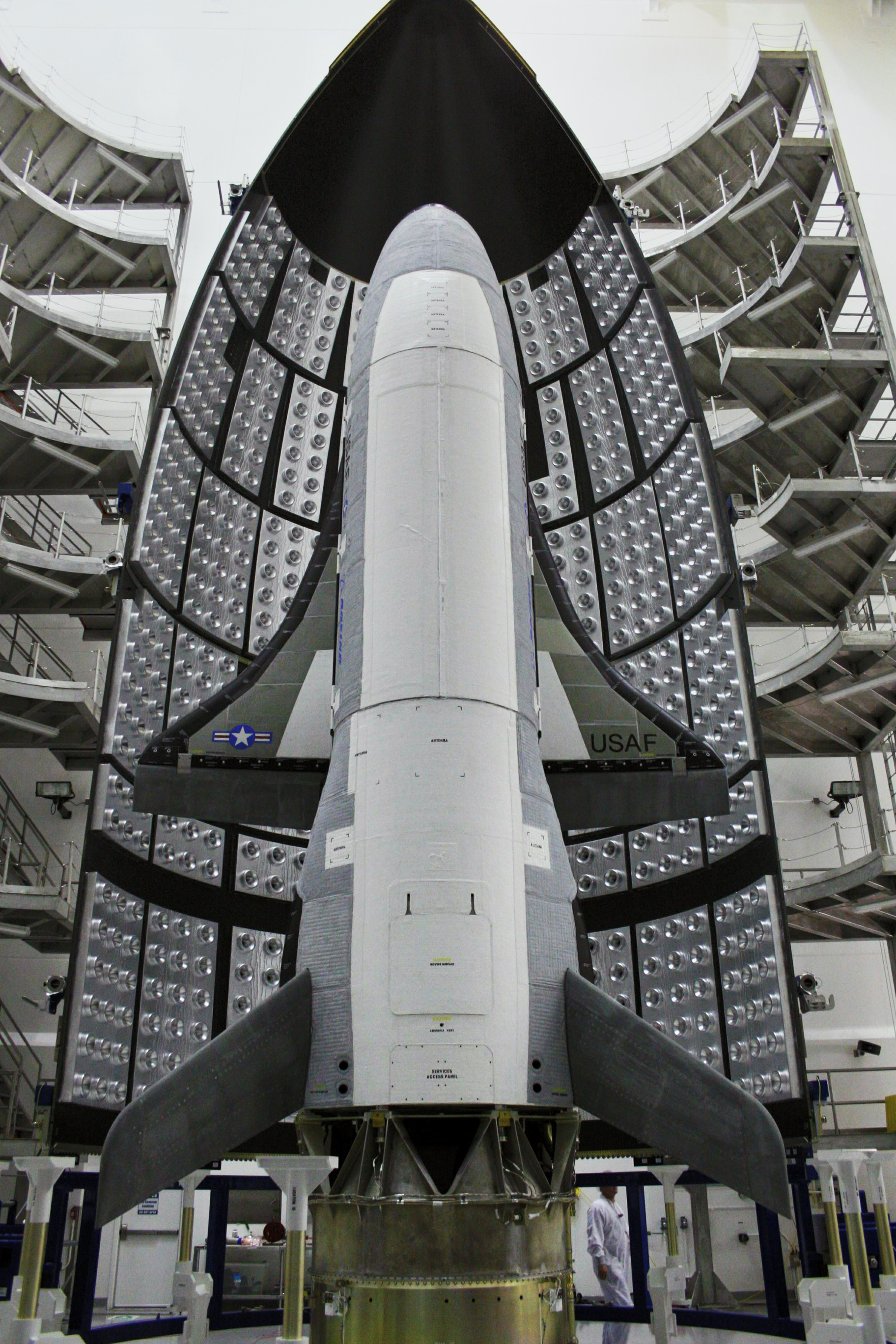
X-37B OTV-1 (bezzałogowy wahadłowiec kosmiczny), 22 kwietnia 2010 r.
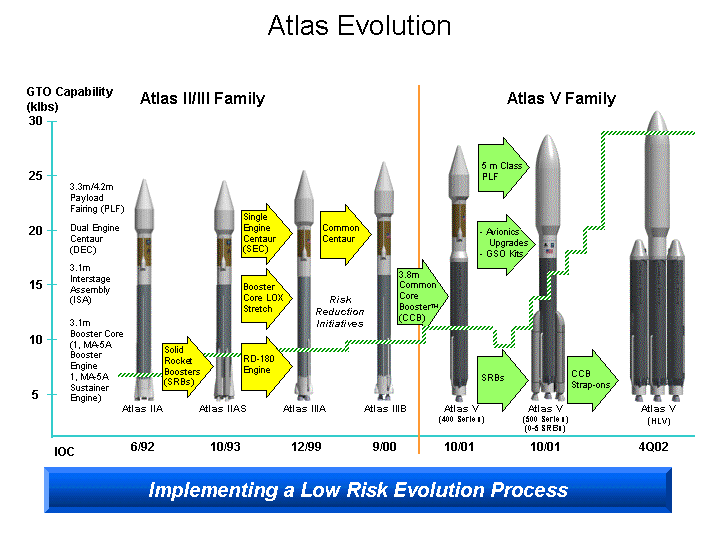
Ewolucja rakiet Atlas